# Earl Ray Tomblin
Earl Ray Tomblin (født 15. marts 1952 i Logan County, West Virginia) er en amerikansk politiker og var den 35. guvernør i den amerikanske delstat West Virginia fra 2011 til 2017. Han er medlem af det Demokratiske parti.
Tomblin blev udpeget som guvernør den 15. november 2010, da forgængeren Joe Manchin fik plads i Senatet i USA. Earl Ray Tomblin har meddelt at han prøver at blive demokraternes kandidat til guvernørvalget den 4. november 2011.